# Washington Consensus
Der Washington-Konsens oder Konsens von Washington (englisch Washington Consensus) ist ein Wirtschaftsprogramm, das lange Zeit vom Internationalen Währungsfonds (IWF) und der Weltbank propagiert und gefördert wurde. Es enthält ein Bündel wirtschaftspolitischer Maßnahmen, die Regierungen zur Förderung von wirtschaftlicher Stabilität und Wachstum durchführen sollten und als Handlungsanweisungen angesehen werden.

## Geschichte
Infolge der lateinamerikanischen Schuldenkrise in den 1980er Jahren übernahmen der IWF und die Weltbank die Aufgabe der Schuldenrestrukturierung. In diesem Rahmen vergab der IWF Kredite an lateinamerikanische Länder unter der Bedingung, dass diese Länder Strukturanpassungen durchführten. Zur Durchsetzung der Strukturanpassungsprogramme führten sie ständige Konsultationen mit den wirtschaftspolitischen Eliten der lateinamerikanischen Länder.
Diese Strukturanpassungsprogramme sind als Umsetzung des Washington-Konsenses zu begreifen, der das politische Programm der zu dieser Zeit hegemonialen wirtschaftspolitischen Kräfte in den USA darstellt, die im IWF, der Weltbank, dem US-Finanzministerium und den zahlreichen Washingtoner Denkfabriken organisiert waren. Die hegemonialen wirtschaftspolitischen Vorstellungen umfassten seit dem Aufstieg liberal-konservativer Politiker (Reagonomics, Thatcherismus) vor allem Ideen wie die Angebotspolitik, Freihandel und exportorientierte Wirtschaftspolitik. Die Einzelmaßnahmen der verordneten Strukturanpassungspolitik entsprachen diesem Konsens:
- Nachfragedrosselung und Kürzung der Staatsausgaben durch Fiskal-, Kredit- und Geldpolitiken
- Wechselkurskorrektur (Abwertung) und Verbesserung der Effizienz der Ressourcennutzung in der gesamten Wirtschaft (Rationalisierung und Kostenökonomie)
- Liberalisierung der Handelspolitik durch Abbau von Handelsbeschränkungen und Handelskontrollen, sowie verbesserte Exportanreize
- Deregulierung von Märkten und Preisen (was oft auch die Abschaffung von Preissubventionen für Grundbedarfsartikel bedeutete)
- Haushaltskürzungen
- Privatisierung öffentlicher Unternehmen und Einrichtungen
- Entbürokratisierung
- Abbau von Subventionen

Der politische Konsens von Washington hatte die erklärte Absicht, einfache Wege zur Erreichung von mehr makroökonomischer Stabilität aufzuzeigen, den extremen Protektionismus der lateinamerikanischen Staaten abzubauen und das Potenzial des wachsenden globalen Handels sowie das Auslandskapital besser zu nutzen. Darüber hinaus wurde 1990 in Washington die Erwartung geäußert, die Globalisierung und die Reformen würden nicht nur die Erreichung eines hohen wirtschaftlichen Wachstums, sondern auch eine signifikante Reduzierung der Armut und eine Nivellierung der Einkommensverteilung zur Folge haben.
Es gibt einige Überschneidungen zwischen diesen Forderungen und neoliberalen Politikansätzen der 1980er Jahre, die aber in der Regel darüber hinausgehen.
Der Begriff Washington Consensus wurde vom Ökonomen John Williamson für eine Konferenz 1990 in Washington D.C. geprägt. Dort versuchte eine Gruppe von lateinamerikanischen und karibischen Entscheidungsträgern (Vertreter internationaler Organisationen und Akademiker), die Fortschritte in der Wirtschaftspolitik der lateinamerikanischen Staaten zu bewerten. John Williamson betonte, dass dieser Begriff von ihm, entgegen dem heutigen Sprachgebrauch, nicht als Marktfundamentalismus gemeint war.

“I of course never intended my term to imply policies like capital account liberalization (as stated above, I quite consciously excluded that), monetarism, supply-side economics, or a minimal state (getting the state out of welfare provision and income redistribution), which I think of as the quintessentially neoliberal ideas.”

„Ich habe natürlich nie gewollt, dass mein Begriff auch Strategien wie Kapitalmarktöffnung (wie oben schon erwähnt habe ich das bewusst ausgeschlossen), Monetarismus, Angebotspolitik, oder Minimalstaatspolitik (dass sich der Staat aus der Sozialhilfe und der Einkommensumverteilung herauszieht) beinhaltet, was ich für typisch neoliberale Ideen halte.“

Der Washington-Konsens begann im Zuge der Tequila-Krise und der wenig später auftretenden Asienkrise unter Druck zu geraten, da sich hier Finanzkrisen eines neuen Typus zeigten, in denen Länder mit gesunden makroökonomischen Daten (Wachstum des Bruttoinlandsprodukts, Inflation, Budgetsaldo der öffentlichen Haushalte), die zudem als Musterschüler der Strukturanpassungspolitik des IWF galten, betroffen waren.

## Bewertung
Hernando de Soto erklärt in seinem Buch Freiheit für das Kapital, dass die Anwendung dieser Rezepte allein nicht ausreiche. Was den lateinamerikanischen Ländern fehle, seien definierte Eigentumsrechte, Vertragsrechte und die Firmenkonstruktionen, um Wohlstand schaffen zu können.
Joseph E. Stiglitz kritisiert in seinem Buch Die Schatten der Globalisierung die Umsetzung des Washington-Konsenses. Er schreibt, dass „diese Empfehlungen, sofern sie sachgerecht umgesetzt werden, sehr nützlich sind, [...] aber der IWF diese Leitlinien als Selbstzweck betrachtet statt als Mittel zu einem gerechter verteilten und nachhaltigeren Wachstum.“ Stiglitz kreidet dem IWF an, dass er „blind dieses Ziel [verfolge, ...obwohl] die Wirtschaftstheorie wichtige und nützliche Alternativen erarbeitet hatte.“ In seinem neueren Buch Die Chancen der Globalisierung setzt Stiglitz die Kritik fort und erklärt, dass der Washington-Konsens auf Idealisierungen beruhe – u. a. vollständiger Wettbewerb, vollständige Informationen – „die insbesondere für die Entwicklungsländer weit von der Wirklichkeit entfernt und daher kaum relevant“ seien. Länder, die sich nicht an diese Empfehlungen gehalten haben, wie zum Beispiel China, entwickeln sich wirtschaftlich sehr positiv, während andere Länder in Afrika und Lateinamerika, die den Empfehlungen weitgehend gefolgt sind, geringere Wachstumsraten aufweisen.
Stiglitz nennt vier zentrale Kritikpunkte:
- Der Rückzug des Staates führe nicht immer dazu, dass die entsprechenden Leistungen von der Privatwirtschaft angeboten werden. So hat die Abschaffung der Vertriebskommissionen für Landwirtschaftliche Produkte in Westafrika dazu geführt, dass die wenigen wohlhabenden Bauern, die über geeignete Transportmittel verfügten, ein örtliches Monopol aufbauen konnten. Die Situation der anderen Bauern hatte sich dadurch drastisch verschlechtert.
- Im Falle eines Rückzugs des Staates müsse sichergestellt werden, dass die neu entstehenden Märkte allen potenziellen Anbietern offenstehen. So habe die Privatisierungspolitik in Russland eher die Entstehung von Oligopolen, daraus resultierenden Marktverzerrungen und Einkommensungleichheit als das Entstehen einer funktionierenden Marktwirtschaft verursacht.
- Der Washington-Konsens gehe zu unkritisch davon aus, dass wirtschaftliches Wachstum allen Bevölkerungsschichten zugute komme (Trickle-down-Theorie). Demgegenüber stellt Stiglitz fest, dass Wirtschaftswachstum gerade in Entwicklungsländern zu einer Verschärfung der sozialen Ungleichheit führt, in der Folge komme es zu politischer Instabilität, welche der Wirtschaft schade. Durch adäquate Sozialpolitik sei dies vermeidbar. Als Extrembeispiel nennt er, dass der IWF wiederholt von Ländern, die sich in einer Finanzkrise befanden, den Abbau von Nahrungsmittelsubventionen gefordert hat.
- Die Kreditvergabekonditionen verlangen auch von Staaten, die sich in einer schweren Wirtschaftskrise befinden, eine rigide Sparpolitik. Hierdurch würden Krisen noch verschlimmert und es drohe das Abgleiten in eine Depression.

Stiglitz hält nach den Erfahrungen der Finanzkrise ab 2007 die Politik des Washington-Konsenses und die „ihr zugrunde liegende Ideologie des Marktfundamentalismus“ für „tot“.
Dani Rodrik betont, dass die hinter dem Washington-Konsens stehenden Prinzipien, wie Eigentumsrechte, eine harte Währung, staatliche Zahlungsfähigkeit und marktorientierte Anreize notwendig seien für erfolgreiches Wachstum, jedoch nicht durch den konkreten Maßnahmenkatalog des Programms effektiv erreicht würden. Während viele weniger erfolgreiche Staaten Lateinamerikas dem Washington-Konsens eng gefolgt seien, hätten erfolgreichere asiatische Länder wie China oder Korea davon und auch voneinander stark abweichende konkrete Entwicklungsstrategien verfolgt. Rodrik glaubt beispielsweise nicht, dass eine radikale Handelsliberalisierung das Wirtschaftswachstum signifikant beeinflusst. Industriepolitik sei in vielen erfolgreichen Fällen der Öffnung vorausgegangen. Daher plädiert Rodrik dafür, Entwicklungsländern mehr institutionellen Spielraum zu lassen. Das Maßnahmenpaket des Washington-Konsenses passe zu selten optimal zu den spezifischen lokalen Gegebenheiten und Engpässen.
Der linke Ökonom Heinz-J. Bontrup übte in zwei Gutachten für die Landtage der Bundesländer Nordrhein-Westfalen und Niedersachsen 2011 deutliche Kritik am Washington Consensus: Diese Ideologie ist von den Oligarchien des Finanzkapitals aufgestellt worden. Sie lässt sich als eine Trias aus Wettbewerb, Deregulierung und Privatisierung zusammenfassen. Die „neuen Herren der Welt“, die kapitalistischen „Beutejäger“ wollen einen weltweiten, unbegrenzten Markt, die Privatisierung des Planeten, um sich bereichern zu können und gleichzeitig die Armen dieser Welt auszuschließen oder zumindest territorial einzusperren. Das Primat der demokratisch gewählten und daher ausschließlich legitimierten Politik wurde „entpolitisiert“, und durch eine weltweite „Diktatur des Kapitals“ insbesondere des Finanzkapitals, ausgehebelt. Die Entwicklung dahin wurde durch zwei Faktoren gefördert, meint Bontrup: Erstens durch die Globalisierung der Finanzmärkte, also die schrittweise Abschaffung der Kapitalverkehrskontrollen und die Herstellung eines freien Marktes für den Handel mit Wertpapieren seit den frühen siebziger Jahren. Dadurch ist ein weltweites Dorado für Kapitalanlage und Spekulation entstanden. Zweitens durch den Aufstieg von sogenannten „institutionellen Investoren“, d. h. Investmentfonds, Pensionsfonds, Versicherungsgesellschaften, die einen immer größeren Teil des Vermögens der Anleger verwalten und heute eine erhebliche Kapitalmacht repräsentieren. Die Regierungen sind dadurch zu Getriebenen der Finanzmärkte geworden. Dies formulierte völlig unumwunden, und als Mahnung gedacht, der ehemalige Präsident der Deutschen Bundesbank, Hans Tietmeyer, beim 3. Weltwirtschaftsforum im Februar 1996: „Von nun an stehen Sie (sc. die versammelten westlichen Staatsmänner) unter der Kontrolle der Finanzmärkte“.